# 연리초
연리초는 한국의 중부 이북 지방의 산기슭이나 풀밭에서 자라는 여러해살이풀로서 높이는 30-60cm이다. 콩과 식물이며 학명은 Lathyrus quinquenervius이다.

## 특징
뿌리 땅속으로 뿌리줄기를 벋으며 번식한다. 줄기는 세모지고 좁은 날개가 있다. 잎은 어긋나게 달리고 1-3쌍의 작은 잎으로 된 깃꼴겹잎이다. 작은잎은 선형 또는 피침형이고 양끝이 좁다. 잎자루 끝에는 덩굴손이 있으며 갈라지지 않는다. 턱잎은 2개이고 피침형이다. 꽃은 5-6월에 나비모양의 홍자색 꽃이 잎겨드랑이에서 5-8개가 총상꽃차례로 달린다. 꽃받침은 끝이 5개로 얕게 갈라지고 털이 있으며 적자색이다. 열매는 타원형의 협과이다. 표면에 털이 없는 것으로 알려져 있으나 어린 열매에는 털이 많이 있으며 익은 열매에는 갈라지는 부분을 따라서 약간 남아 있다.